# L'Amour face au danger

L'Amour face au danger (Crash Site: A Family in Danger) est un téléfilm canadien réalisé par Jason Bourque, diffusé en 2011.

## Synopsis
La société de protection informatique de Daniel Sanders est victime d'un pirate qui a tenté de s'introduire dans les données de diverses banques protégées par Data Hold. Le même soir, Daniel est attendu chez lui par sa femme, Rita, qui a organisé une soirée en l'honneur de leur fille, Frances, qui fête l'obtention de son diplôme. À cause de ses soucis, Daniel ne peut assister à la soirée et Rita, qui ne supporte plus ses absences répétées à cause de son travail, le lui reproche. Le lendemain, toute la famille doit partir pour quelques jours dans sa maison de campagne. Daniel hésite à partir mais, devant l'insistance de Rita, il accepte...

## Fiche technique
- Titre original : Crash Site: A Family in Danger
- Réalisation : Jason Bourque
- Scénario : Joseph Nasser
- Photographie : Pieter Stathis
- Musique : Stu Goldberg
- Pays : États-Unis
- Durée : 100 min

## Distribution
- Charisma Carpenter (VF : Malvina Germain) : Rita Sanders
- Sebastian Spence (VF : Arnaud Arbessier) : Daniel Sanders
- Katie Findlay (VF : Jessica Monceau) : Frances Sanders
- Steven Grayhm : Matthew
- Keith MacKechnie : Nick
- Matty Finochio : Nathan
- Kevan Ohtsji : Mr. Tanaka
- Derek Anderson : Officier
- Frank C. Turner : Terrence
- Kayden Kessler : Mason

VF